# Pompeu Probo
Pompeu Probo (em latim: Pompaeus Probus) foi oficial romano do século III, ativo no reinado dos imperadores Galério (r. 293–311), Licínio (r. 308–324) e Maximino Daia (r. 305–313).

## Vida
Ele aparece pela primeira vez em 307, quando foi enviado por Galério com Licínio a Magêncio na Itália. Em 310, torna-se cônsul posterior com Tácio Andrônico e seu consulado foi reconhecido por Licínio, Galério e Maximino Daia, mas não por Magêncio na Itália nem Constantino na Gália. Entre 310 e 314, Pompeu foi prefeito pretoriano, e julgando que ainda estava em ofício em 314, serviu sob Licínio no Oriente.